# NGC 964
NGC 964 (другие обозначения — IC 1814, ESO 355-24, MCG -6-6-10, IRAS02290-3615, PGC 9582) — галактика в созвездии Печь.
Этот объект входит в число перечисленных в оригинальной редакции «Нового общего каталога».
NGC 964 имеет такое же склонение, что и IC 1814, которая была «открыта» Льюисом Свифтом, и описание, данное Джоном Дрейером для NGC 964, по существу идентично описанию, данному Свифтом IC 1814, поэтому эквивалентность NGC 964 и IC 1814 несомненна. Есть галактика PGC 9571, находящаяся к западу от NGC 964, которая в некоторых местах неправильно отождествляется с IC 1814, однако, помимо различающегося склонения, она на четыре звёздных величины слабее, поэтому Свифт не мог описать её как «достаточно яркую».
В галактике заметно искривление тонкого диска. Оно вероятно вызвано гравитационным взаимодействием галактики в группе. 